# Adara
Adara (Epsilon Canis Majoris, ε CMa) – druga co do jasności gwiazda w gwiazdozbiorze Wielkiego Psa, odległa od Słońca o około 405 lat świetlnych.

## Nazwa
Tradycyjna nazwa gwiazdy, Adara, wywodzi się od arabskiego ‏العذارى‎ Al ʽAdhārā, co oznacza „panny”. Niegdyś oznaczała ona starożytny arabski asteryzm obejmujący też gwiazdy Wezen, Aludra i ο² CMa. Mimo oznaczenia literą Epsilon w systemie Bayera pod względem jasności jest drugą w Wielkim Psie i należy do 25 najjaśniejszych gwiazd nocnego nieba. Międzynarodowa Unia Astronomiczna formalnie zatwierdziła użycie nazwy Adhara dla określenia tej gwiazdy.

## Ruch własny
Kilka milionów lat temu, Adara była znacznie bliżej Słońca niż jest obecnie, przez co świeciła dużo jaśniej na nocnym niebie. Około 4,7 miliona lat temu, Adara była w odległości 34 lat świetlnych od Słońca, co czyniło ją najjaśniejszą gwiazdą na niebie o jasności obserwowalnej −3,99m. Od tamtej pory żadna inna gwiazda nie osiągnęła takiej jasności, żadna też nie będzie tak jasna w ciągu następnych pięciu milionów lat.

## Właściwości fizyczne
Adara jest gwiazdą podwójną. Dominujący składnik jest błękitnym, jasnym olbrzymem należącym do typu widmowego B. Jego temperatura to 21 900 K, w związku z czym emituje znaczną część promieniowania w ultrafiolecie; choć gwiazda wypromieniowuje łącznie 22 300 razy więcej energii niż Słońce, to w zakresie widzialnym jej jasność jest tylko 3500 razy większa niż jasność Słońca. Ma ona masę 11–12 razy większą niż Słońce i najprawdopodobniej zakończy życie jako supernowa. Jej promień to około 10,4 R☉.
Drugi składnik jest dużo słabszy i ginie w blasku większej gwiazdy. Jest od niej oddalony o 7,9 sekundy kątowej (pomiar z 2008 roku) i ma wielkość obserwowaną 7,5m; w literaturze istnieje rozbieżność co do ocen jej jasności, inne źródła podają mniejszą jasność: 9,3m. Prawdopodobnie jest to gwiazda typu A lub F. W przestrzeni dzieli ją co najmniej 900 jednostek astronomicznych od olbrzyma, a obieg wspólnego środka masy zajmuje co najmniej 7500 lat.